# Montigny-le-Gannelon

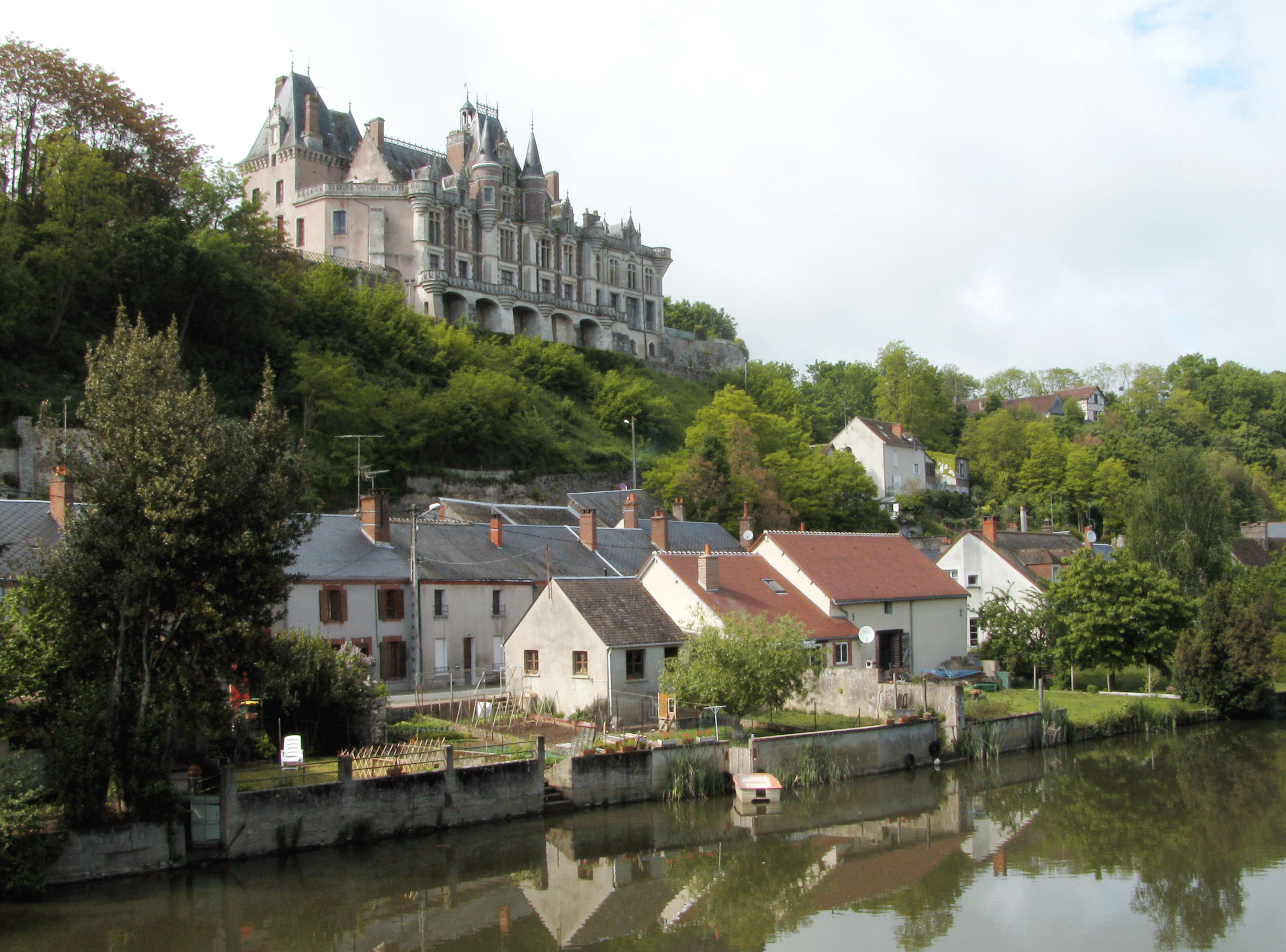
Het kasteel van Montigny le Gannelon

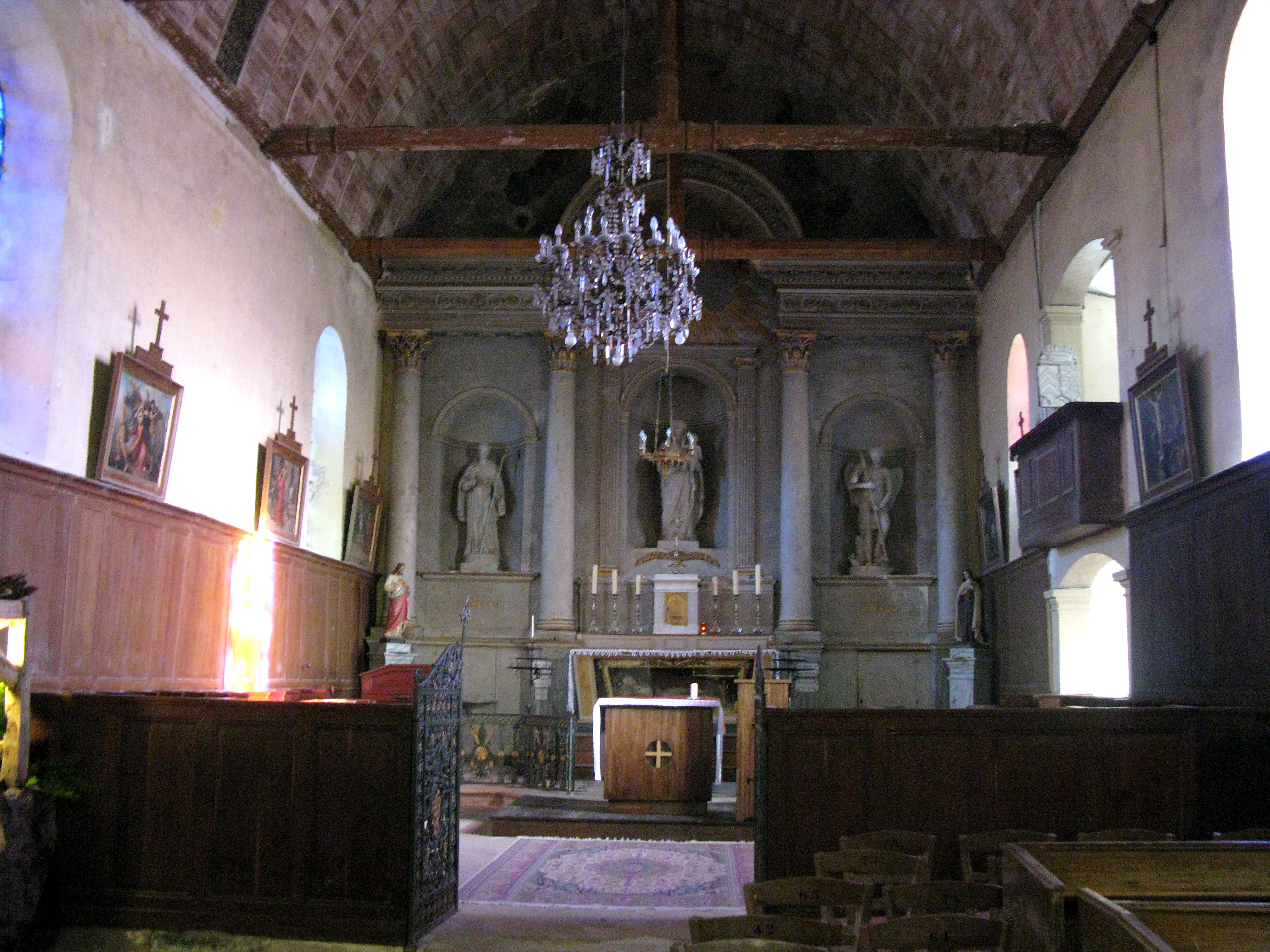
Interieur van de dorpskerk van Montigny, met achter het altaar een reliekkast met de relieken van Sint Felicitas. Bij nabije observatie schijnt een deel van de schedel van de heilige dame te zien te zijn

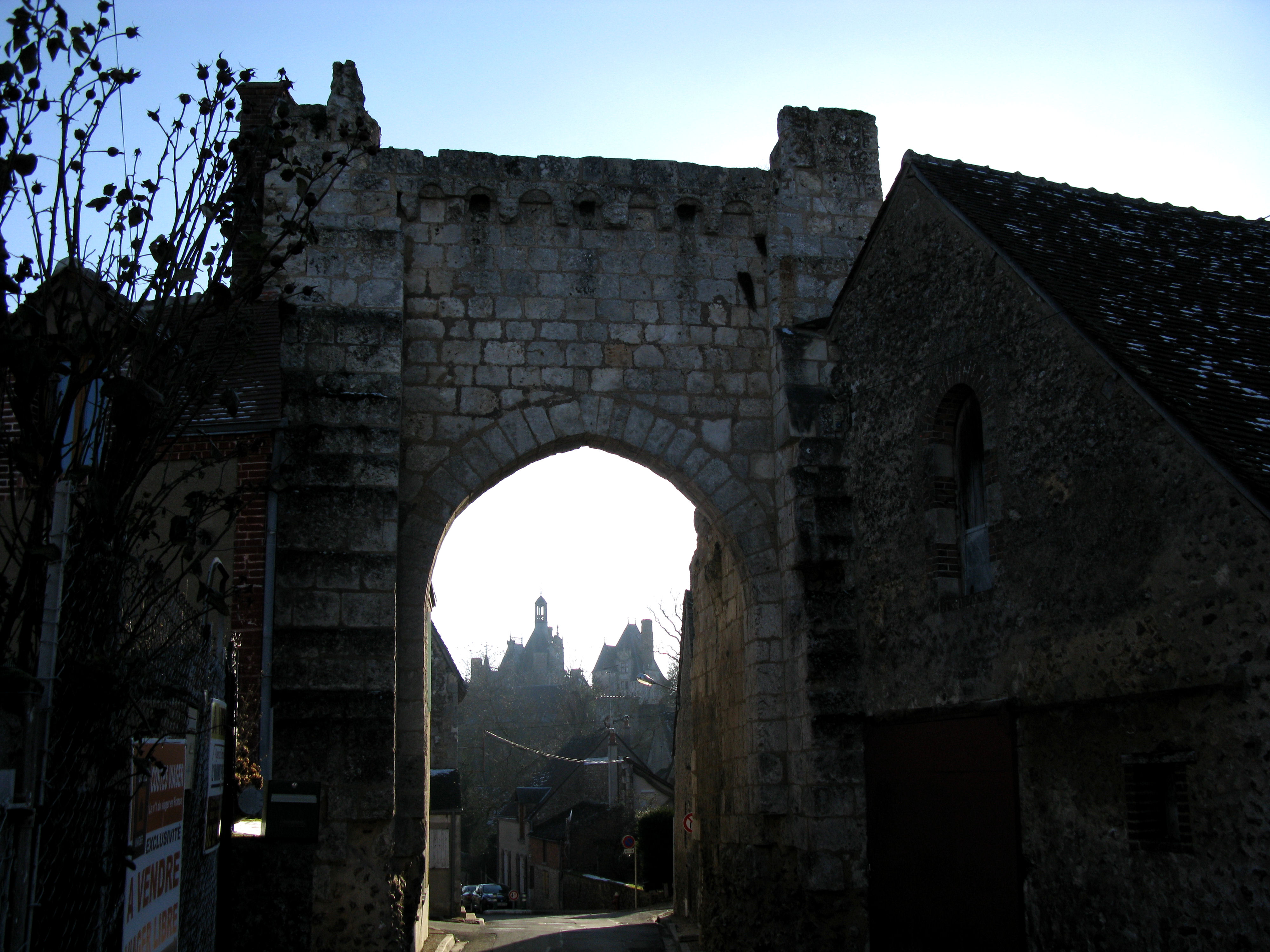
De Porte Roland, met op de achtergrond het kasteel

Montigny-le-Gannelon is een plaats en voormalige gemeente in het Franse departement Eure-et-Loir (regio Centre-Val de Loire). Per 1 januari 2017 is deze opgegaan in de nieuwe gemeente Cloyes-les-Trois-Rivières.
De oude gemeente telde in 2008 495 inwoners. De plaats maakt deel uit van het arrondissement Châteaudun. Het is een erg oude plaats; de Porte Roland, een toegangspoort tot het kasteelcomplex, dateert uit de 9e eeuw. Het is vandaag de dag vooral een voorstad voor Châteaudun.

## Geografie
De oppervlakte van Montigny-le-Gannelon bedraagt 9,0 km², de bevolkingsdichtheid is 47,3 inwoners per km². Het dorp bestaat uit twee delen: het aan de Loir gelegen lage deel, hetgeen het einde is van de laagvlakte van de Beauce, en het hoger gelegen gedeelte, hetgeen het begin is van de Perche. In de rotswand zijn woningen uitgehouwen.

## Transport
Er is geen spoorwegstation; het dichtstbijzijnde station is dat van Cloyes-sur-le-Loir en iets verder dat van Châteaudun, beide op de spoorlijn Brétigny - La Membrolle-sur-Choisille die Tours met het Austerlitzstation in Parijs verbindt. De RN10 passeert vlak langs het dorp. Zowel met de trein als met de auto is het ongeveer anderhalf uur gaans van Parijs.
De onderstaande kaart toont de ligging van Montigny-le-Gannelon met de belangrijkste infrastructuur en aangrenzende gemeenten.

## Demografie
Montigny-le-Ganellon kent een vrij jonge bevolking en groeit enigszins. Er is een lotissement aan de westzijde van het dorp waar sinds de jaren 90 van de twintigste eeuw eengezinswoningen worden bijgebouwd. Deze worden deels gebruikt als weekendwoningen voor Parijzenaars en lieden van verder, maar er wonen ook veel mensen die in Châteaudun werken. De belangrijkste werkgevers daar zijn het ziekenhuis, de gevangenis en de basis van de luchtmacht. Het ziekenhuis wordt bedreigd met vertrek naar Vendôme en op de luchtmachtbasis gebeurt ook niet veel meer, met de sluiting van de industrieën in de omgeving staat de werkgelegenheid enigszins onder druk.
Onderstaande figuur toont het verloop van het inwonertal (bron: INSEE-tellingen).

## Voorzieningen
Er is een basisschool ("primaire") in het dorp; een grote middelbare school bevindt zich net over de gemeentegrens in Cloyes-sur-le-Loir. Daar zijn ook een nieuw zwembad en een sportcentrum te vinden.

## Geschiedenis
Montigny ligt aan een oude handelsroute en op een rots die het al vroeg tot een aantrekkelijke en makkelijk te verdedigen plaats maakte. De porte Roland is een restant van een vroeg-middeleeuwse vestingmuur.

### Het kasteel
Het huidige kasteel dat vanaf de rotswand uitsteekt boven de vallei van de Loir is tussen 1475 en 1495 door ene Jacques de Renty gebouwd op de fundamenten van een ouder kasteel dat tijdens de Honderdjarige Oorlog verwoest was. Het kasteel kwam in 1831 in handen van prins de Montmorency-Laval, die het kasteel liet restaureren opdat hij en zijn schoonzoon, de graaf van Lévis-Mirepoix daar hun intrek konden nemen. De laatstgenoemde liet in 1886 door de architect Claude Parent de façade aan de achterkant die uitkijkt over de Loir herbouwen. Een van de kinderen van de graaf, Gaston de Lévis-Mirepoix was tussen 1929 en 1971 burgemeester van het dorp; de oprijlaan naar het kasteel is naar hem vernoemd.